# Liste von Wappen mit Bayerischen Rauten
Die Liste der Wappen mit den Bayerischen Rauten enthält Kommunalwappen sowie Vereins- oder Unternehmenslogos, auf denen die Bayerischen Rauten abgebildet sind. Lokal werden diese auch als Wittelsbacher Rauten oder Pfälzische Rauten bezeichnet.
Die Bayerischen Rauten gehen auf das Wappen der Grafen von Bogen in Niederbayern zurück und wurde nach dem Aussterben dieses Adelsgeschlechts 1242 von den Wittelsbachern als Stammwappen übernommen.

## Liste der Kommunalwappen mit Bayerischen Rauten
| Wappen | Name                             | Status                  | übergeordneter Kommunalverband      | Bundesland        | Bemerkungen / Besonderheiten |  |
| ------ | -------------------------------- | ----------------------- | ----------------------------------- | ----------------- | --- |  |
|        | Bayern                           | Bundesland              |                                     |                   | Wappendetails |  |
|        | Niederbayern                     | Regierungsbezirk        |                                     | Bayern            | |  |
|        | Oberbayern                       | Regierungsbezirk        |                                     | Bayern            | |  |
|        | Oberpfalz                        | Regierungsbezirk        |                                     | Bayern            | |  |
|        | Aichach-Friedberg                | Landkreis               | Schwaben                            | Bayern            | |  |
|        | Altötting                        | Landkreis               | Oberbayern                          | Bayern            | |  |
|        | Amberg                           | Stadt (kreisfrei)       | Oberpfalz                           | Bayern            | |  |
|        | Bad Tölz-Wolfratshausen          | Landkreis               | Oberbayern                          | Bayern            | |  |
|        | Cham                             | Landkreis               | Oberpfalz                           | Bayern            | |  |
|        | Berchtesgadener Land             | Landkreis               | Oberbayern                          | Bayern            | |  |
|        | Bayreuth                         | Landkreis               | Oberfranken                         | Bayern            | |  |
|        | Coburg                           | Landkreis               | Oberfranken                         | Bayern            | |  |
|        | Dachau                           | Landkreis               | Oberbayern                          | Bayern            | |  |
|        | Dingolfing-Landau                | Landkreis               | Niederbayern                        | Bayern            | |  |
|        | Donau-Ries                       | Landkreis               | Schwaben                            | Bayern            | |  |
|        | Eichstätt                        | Landkreis               | Oberbayern                          | Bayern            | |  |
|        | Freising                         | Landkreis               | Oberbayern                          | Bayern            | |  |
|        | Erding                           | Landkreis               | Oberbayern                          | Bayern            | |  |
|        | Freyung-Grafenau                 | Landkreis               | Niederbayern                        | Bayern            | |  |
|        | Garmisch-Partenkirchen           | Landkreis               | Oberbayern                          | Bayern            | |  |
|        | Karlsruhe                        | Landkreis               | Regierungsbezirk Karlsruhe          | Baden-Württemberg | |  |
|        | Kelheim                          | Landkreis               | Niederbayern                        | Bayern            | |  |
|        | Landsberg am Lech                | Landkreis               | Oberbayern                          | Bayern            | |  |
|        | Landshut                         | Landkreis               | Niederbayern                        | Bayern            | |  |
|        | Lindau (Bodensee)                | Landkreis               | Schwaben                            | Bayern            | |  |
|        | Miltenberg                       | Landkreis               | Unterfranken                        | Bayern            | |  |
|        | München                          | Landkreis               | Oberbayern                          | Bayern            | |  |
|        | Neckar-Odenwald-Kreis            | Landkreis               | Regierungsbezirk Karlsruhe          | Baden-Württemberg | |  |
|        | Passau                           | Landkreis               | Niederbayern                        | Bayern            | |  |
|        | Pfaffenhofen an der Ilm          | Landkreis               | Oberbayern                          | Bayern            | |  |
|        | Regen                            | Landkreis               | Niederbayern                        | Bayern            | |  |
|        | Regensburg                       | Landkreis               | Oberpfalz                           | Bayern            | |  |
|        | Rosenheim                        | Landkreis               | Oberbayern                          | Bayern            | |  |
|        | Starnberg                        | Landkreis               | Oberbayern                          | Bayern            | |  |
|        | Straubing                        | Stadt (kreisfrei)       | Niederbayern                        | Bayern            | |  |
|        | Straubing-Bogen                  | Landkreis               | Niederbayern                        | Bayern            | |  |
|        | Unterallgäu                      | Landkreis               | Schwaben                            | Bayern            | |  |
|        | Weiden in der Oberpfalz          | Stadt (kreisfrei)       | Oberpfalz                           | Bayern            | |  |
|        | Abensberg                        | Stadt                   | Landkreis Kelheim                   | Bayern            | |  |
|        | Albersweiler                     | Ortsgemeinde            | Landkreis Südliche Weinstraße       | Rheinland-Pfalz   | |  |
|        | Altrip                           | Gemeinde                | Rhein-Pfalz-Kreis                   | Rheinland-Pfalz   | |  |
|        | Argenthal                        | Ortsgemeinde            | Rhein-Hunsrück-Kreis                | Rheinland-Pfalz   | |  |
|        | Auerbach in der Oberpfalz        | Stadt                   | Landkreis Amberg-Sulzbach           | Bayern            | |  |
|        | Bacharach                        | Stadt                   | Landkreis Mainz-Bingen              | Rheinland-Pfalz   | |  |
|        | Bad Abbach                       | Markt                   | Landkreis Kelheim                   | Bayern            | |  |
|        | Bad Aibling                      | Stadt                   | Landkreis Rosenheim                 | Bayern            | |  |
|        | Bad Ditzenbach                   | Gemeinde                | Landkreis Göppingen                 | Baden-Württemberg | |  |
|        | Bad Heilbrunn                    | Gemeinde                | Landkreis Bad Tölz-Wolfratshausen   | Bayern            | |  |
|        | Bad Reichenhall                  | Stadt                   | Landkreis Berchtesgadener Land      | Bayern            | |  |
|        | Bärnau                           | Stadt                   | Landkreis Tirschenreuth             | Bayern            | |  |
|        | Bammental                        | Gemeinde                | Rhein-Neckar-Kreis                  | Baden-Württemberg | |  |
|        | Barbelroth                       | Ortsgemeinde            | Landkreis Südliche Weinstraße       | Rheinland-Pfalz   | |  |
|        | Bayerisch Gmain                  | Gemeinde                | Landkreis Berchtesgadener Land      | Bayern            | |  |
|        | Bayrischzell                     | Gemeinde                | Landkreis Miesbach                  | Bayern            | |  |
|        | Bellheim                         | Ortsgemeinde            | Landkreis Germersheim               | Rheinland-Pfalz   | |  |
|        | Beratzhausen                     | Markt                   | Landkreis Regensburg                | Bayern            | |  |
|        | Berchtesgaden                    | Markt                   | Landkreis Berchtesgadener Land      | Bayern            | |  |
|        | Biebelnheim                      | Ortsgemeinde            | Landkreis Alzey-Worms               | Rheinland-Pfalz   | |  |
|        | Braunau am Inn                   | Stadt                   | Bezirk Braunau am Inn               | Oberösterreich    | |  |
|        | Bretten                          | Stadt                   | Landkreis Karlsruhe                 | Baden-Württemberg | |  |
|        | Burglengenfeld                   | Stadt                   | Landkreis Schwandorf                | Bayern            | |  |
|        | Cham                             | Stadt                   | Landkreis Cham                      | Bayern            | |  |
|        | Dasing                           | Gemeinde                | Landkreis Aichach-Friedberg         | Bayern            | |  |
|        | Deggendorf                       | Stadt                   | Landkreis Deggendorf                | Bayern            | |  |
|        | Dingolfing                       | Stadt                   | Landkreis Dingolfing-Landau         | Bayern            | |  |
|        | Dirlewang                        | Markt                   | Landkreis Unterallgäu               | Bayern            | Wappendetails |  |
|        | Dittelsheim-Heßloch              | Ortsgemeinde            | Landkreis Alzey-Worms               | Rheinland-Pfalz   | |  |
|        | Dörrenbach                       | Ortsgemeinde            | Landkreis Südliche Weinstraße       | Rheinland-Pfalz   | |  |
|        | Dörscheid                        | Ortsgemeinde            | Rhein-Lahn-Kreis                    | Rheinland-Pfalz   | |  |
|        | Edenkoben                        | Ortsgemeinde            | Landkreis Südliche Weinstraße       | Rheinland-Pfalz   | |  |
|        | Eggenfelden                      | Stadt                   | Landkreis Rottal-Inn                | Bayern            | |  |
|        | Einselthum                       | Ortsgemeinde            | Donnersbergkreis                    | Rheinland-Pfalz   | |  |
|        | Ellern (Hunsrück)                | Ortsgemeinde            | Rhein-Hunsrück-Kreis                | Rheinland-Pfalz   | |  |
|        | Elztal (Odenwald)                | Gemeinde                | Neckar-Odenwald-Kreis               | Baden-Württemberg | Wappen wurde von der ehemaligen Gemeinde Dallau übernommen |  |
|        | Ergoldsbach                      | Markt                   | Landkreis Landshut                  | Bayern            | |  |
|        | Eschelbronn                      | Gemeinde                | Rhein-Neckar-Kreis                  | Baden-Württemberg | |  |
|        | Eschenbach in der Oberpfalz      | Stadt                   | Landkreis Neustadt an der Waldnaab  | Bayern            | |  |
|        | Eschlkam                         | Markt                   | Landkreis Cham                      | Bayern            | |  |
|        | Feldkirchen bei Mattighofen      | Gemeinde                | Bezirk Braunau am Inn               | Oberösterreich    | |  |
|        | Feldkirchen (Niederbayern)       | Gemeinde                | Landkreis Straubing-Bogen           | Bayern            | |  |
|        | Flörsheim-Dalsheim               | Ortsgemeinde            | Landkreis Alzey-Worms               | Rheinland-Pfalz   | |  |
|        | Flossenbürg                      | Gemeinde                | Landkreis Neustadt an der Waldnaab  | Bayern            | |  |
|        | Franking                         | Gemeinde                | Bezirk Braunau am Inn               | Oberösterreich    | |  |
|        | Frankweiler                      | Ortsgemeinde            | Landkreis Südliche Weinstraße       | Rheinland-Pfalz   | |  |
|        | Freihung                         | Markt                   | Landkreis Amberg-Sulzbach           | Bayern            | |  |
|        | Freising                         | Stadt                   | Landkreis Freising                  | Bayern            | |  |
|        | Frettenheim                      | Ortsgemeinde            | Landkreis Alzey-Worms               | Rheinland-Pfalz   | |  |
|        | Fürstenfeldbruck                 | Stadt                   | Landkreis Fürstenfeldbruck          | Bayern            | |  |
|        | Furth im Wald                    | Stadt                   | Landkreis Cham                      | Bayern            | |  |
|        | Geiselhöring                     | Stadt                   | Landkreis Straubing-Bogen           | Bayern            | |  |
|        | Geisenhausen                     | Markt                   | Landkreis Landshut                  | Bayern            | |  |
|        | Gehrweiler                       | Ortsgemeinde            | Donnersbergkreis                    | Rheinland-Pfalz   | |  |
|        | Goes                             | Stadt                   | Provinz Zeeland                     | Niederlande       | |  |
|        | Grafenau (Niederbayern)          | Stadt                   | Landkreis Freyung-Grafenau          | Bayern            | |  |
|        | Grafenwöhr                       | Stadt                   | Landkreis Neustadt an der Waldnaab  | Bayern            | |  |
|        | Großaitingen                     | Gemeinde                | Landkreis Augsburg                  | Bayern            | |  |
|        | Grünwald                         | Gemeinde                | Landkreis München                   | Bayern            | |  |
|        | Günzburg                         | Stadt                   | Landkreis Günzburg                  | Bayern            | |  |
|        | Gundelfingen an der Donau        | Stadt                   | Landkreis Dillingen an der Donau    | Bayern            | |  |
|        | Hahnbach                         | Markt                   | Landkreis Amberg-Sulzbach           | Bayern            | |  |
|        | Halle                            | Stadt                   | Provinz Flämisch-Brabant            | Belgien           | |  |
|        | Hallgarten (Pfalz)               | Ortsgemeinde            | Landkreis Bad Kreuznach             | Rheinland-Pfalz   | |  |
|        | Hals                             | Stadtteil von           | Passau                              | Bayern            | |  |
|        | Hangen-Weisheim                  | Ortsgemeinde            | Landkreis Alzey-Worms               | Rheinland-Pfalz   | |  |
|        | Haßmersheim                      | Gemeinde                | Neckar-Odenwald-Kreis               | Baden-Württemberg | |  |
|        | Heddesheim                       | Gemeinde                | Rhein-Neckar-Kreis                  | Baden-Württemberg | |  |
|        | Heiligkreuzsteinach              | Gemeinde                | Rhein-Neckar-Kreis                  | Baden-Württemberg | |  |
|        | Hergersweiler                    | Ortsgemeinde            | Landkreis Südliche Weinstraße       | Rheinland-Pfalz   | |  |
|        | Herrsching am Ammersee           | Gemeinde                | Landkreis Starnberg                 | Bayern            | |  |
|        | Hinterweidenthal                 | Ortsgemeinde            | Landkreis Südwestpfalz              | Rheinland-Pfalz   | |  |
|        | Hirschau                         | Stadt                   | Landkreis Amberg-Sulzbach           | Bayern            | |  |
|        | Höchstädt an der Donau           | Stadt                   | Landkreis Dillingen an der Donau    | Bayern            | |  |
|        | Hoeksche Waard                   | Gemeinde                | Südholland                          | Niederlande       | |  |
|        | Hohenburg                        | Markt                   | Landkreis Amberg-Sulzbach           | Bayern            | |  |
|        | Holzbach                         | Ortsgemeinde            | Rhein-Hunsrück-Kreis                | Rheinland-Pfalz   | |  |
|        | Horn (Hunsrück)                  | Ortsgemeinde            | Rhein-Hunsrück-Kreis                | Rheinland-Pfalz   | |  |
|        | Inchenhofen                      | Markt                   | Landkreis Aichach-Friedberg         | Bayern            | |  |
|        | Kalbensteinberg                  | Ortsteil (von Absberg)  | Landkreis Weißenburg-Gunzenhausen   | Bayern            | |  |
|        | Kallmünz                         | Markt                   | Landkreis Regensburg                | Bayern            | Rauten in geminderter Form |  |
|        | Kaub                             | Stadt                   | Rhein-Lahn-Kreis                    | Rheinland-Pfalz   | |  |
|        | Kelheim                          | Stadt                   | Landkreis Kelheim                   | Bayern            | |  |
|        | Kemnath                          | Stadt                   | Landkreis Tirschenreuth             | Bayern            | |  |
|        | Kirchenthumbach                  | Markt                   | Landkreis Neustadt an der Waldnaab  | Bayern            | |  |
|        | Kösching                         | Markt                   | Landkreis Eichstätt                 | Bayern            | |  |
|        | Kohlberg (Oberpfalz)             | Markt                   | Landkreis Neustadt an der Waldnaab  | Bayern            | |  |
|        | Kollnburg                        | Gemeinde                | Landkreis Regen                     | Bayern            | |  |
|        | Kottgeisering                    | Gemeinde                | Landkreis Fürstenfeldbruck          | Bayern            | Doppelwappen, nicht regelkonform |  |
|        | Külz (Hunsrück)                  | Ortsgemeinde            | Rhein-Hunsrück-Kreis                | Rheinland-Pfalz   | |  |
|        | Laaber                           | Markt                   | Landkreis Regensburg                | Bayern            | Rauten in geminderter Form |  |
|        | Lauterhofen                      | Markt                   | Landkreis Neumarkt in der Oberpfalz | Bayern            | |  |
|        | Löwenstein                       | Stadt                   | Landkreis Heilbronn                 | Baden-Württemberg | |  |
|        | Lupburg                          | Markt                   | Landkreis Neumarkt in der Oberpfalz | Bayern            | |  |
|        | Loreley                          | Verbandsgemeinde        | Rhein-Lahn-Kreis                    | Rheinland-Pfalz   | |  |
|        | Ludwigshafen-Friesenheim         | Stadtteil               | Ludwigshafen am Rhein               | Rheinland-Pfalz   | |  |
|        | Ludwigshafen-Oppau               | Stadtteil               | Ludwigshafen am Rhein               | Rheinland-Pfalz   | weitere Wappen siehe Liste der Wappen der kreisfreien Städte in Rheinland-Pfalz#Ludwigshafen am Rhein                                                               |  |
|        | Mauerkirchen                     | Markt                   | Bezirk Braunau am Inn               | Oberösterreich    | |  |
|        | Mallersdorf-Pfaffenberg          | Markt                   | Landkreis Straubing-Bogen           | Bayern            | |  |
|        | Manubach                         | Ortsgemeinde            | Landkreis Mainz-Bingen              | Rheinland-Pfalz   | |  |
|        | Marktl                           | Markt                   | Landkreis Altötting                 | Bayern            | |  |
|        | Mauerkirchen                     | Marktgemeinde           | Bezirk Braunau am Inn               | Oberösterreich    | |  |
|        | Maxdorf                          | Ortsgemeinde            | Rhein-Pfalz-Kreis                   | Rheinland-Pfalz   | |  |
|        | Meckenheim (Pfalz)               | Ortsgemeinde            | Landkreis Bad Dürkheim              | Rheinland-Pfalz   | |  |
|        | Meckesheim                       | Gemeinde                | Rhein-Neckar-Kreis                  | Baden-Württemberg | |  |
|        | Mengerschied                     | Ortsgemeinde            | Rhein-Hunsrück-Kreis                | Rheinland-Pfalz   | |  |
|        | Merzhausen                       | Ortsteil (von Usingen)  | Hochtaunuskreis                     | Hessen            | |  |
|        | Mitterfels                       | Markt                   | Landkreis Straubing-Bogen           | Bayern            | |  |
|        | Mölsheim                         | Ortsgemeinde            | Landkreis Alzey-Worms               | Rheinland-Pfalz   | |  |
|        | Mörmoosen                        | Ortsteil (von Tüßling)  | Landkreis Altötting                 | Bayern            | |  |
|        | Moosbach (Oberpfalz)             | Markt                   | Landkreis Neustadt an der Waldnaab  | Bayern            | |  |
|        | Mutterschied                     | Ortsgemeinde            | Rhein-Hunsrück-Kreis                | Rheinland-Pfalz   | |  |
|        | Neuburg an der Donau             | Stadt                   | Landkreis Neuburg-Schrobenhausen    | Bayern            | |  |
|        | Neuhofen an der Ybbs             | Marktgemeinde           | Bezirk Amstetten                    | Niederösterreich  | |  |
|        | Neukirchen-Balbini               | Markt                   | Landkreis Schwandorf                | Bayern            | |  |
|        | Neustadt an der Donau            | Stadt                   | Landkreis Kelheim                   | Bayern            | |  |
|        | Niederndorferberg                | Gemeinde                | Bezirk Kufstein                     | Tirol             | |  |
|        | Niedermoschel                    | Ortsgemeinde            | Donnersbergkreis                    | Rheinland-Pfalz   | |  |
|        | Niederotterbach                  | Ortsgemeinde            | Landkreis Südliche Weinstraße       | Rheinland-Pfalz   | |  |
|        | Nittenau                         | Stadt                   | Landkreis Schwandorf                | Bayern            | |  |
|        | Nußloch                          | Gemeinde                | Rhein-Neckar-Kreis                  | Baden-Württemberg | |  |
|        | Oberdiebach                      | Ortsgemeinde            | Landkreis Mainz-Bingen              | Rheinland-Pfalz   | |  |
|        | Oberndorf (Pfalz)                | Ortsgemeinde            | Donnersbergkreis                    | Rheinland-Pfalz   | |  |
|        | Oberotterbach                    | Ortsgemeinde            | Landkreis Südliche Weinstraße       | Rheinland-Pfalz   | |  |
|        | Oberschleißheim                  | Gemeinde                | Landkreis München                   | Bayern            | |  |
|        | Obrigheim (Baden)                | Gemeinde                | Neckar-Odenwald-Kreis               | Baden-Württemberg | |  |
|        | Oftersheim                       | Gemeinde                | Rhein-Neckar-Kreis                  | Baden-Württemberg | |  |
|        | Ohlweiler                        | Ortsgemeinde            | Rhein-Hunsrück-Kreis                | Rheinland-Pfalz   | |  |
|        | Olching                          | Stadt                   | Landkreis Fürstenfeldbruck          | Bayern            | |  |
|        | Ort im Innkreis                  | Stadt                   | Bezirk Ried im Innkreis             | Oberösterreich    | Laut Homepage der Gemeinde gilt der aufgelegte Balken mit den Rauten als Erinnerungszeichen an das alte Mutterland Bayern, dem das Innviertel bis 1779 angehörte.   |  |
|        | Ostermiething                    | Markt                   | Bezirk Braunau am Inn               | Oberösterreich    | |  |
|        | Ottensoos                        | Gemeinde                | Landkreis Nürnberger Land           | Bayern            | |  |
|        | Ottersheim bei Landau            | Ortsgemeinde            | Landkreis Germersheim               | Rheinland-Pfalz   | |  |
|        | Otzberg                          | Gemeinde                | Landkreis Darmstadt-Dieburg         | Hessen            | |  |
|        | Pähl                             | Gemeinde                | Landkreis Weilheim-Schongau         | Bayern            | |  |
|        | Painten                          | Markt                   | Landkreis Kelheim                   | Bayern            | |  |
|        | Peiting                          | Markt                   | Landkreis Weilheim-Schongau         | Bayern            | Wappenverleihung 1438 |  |
|        | Pfeffenhausen                    | Markt                   | Landkreis Landshut                  | Bayern            | |  |
|        | Pförring                         | Markt                   | Landkreis Eichstätt                 | Bayern            | |  |
|        | Plattling                        | Stadt                   | Landkreis Deggendorf                | Bayern            | bis zur Neugestaltung 2006 wurden die Lilien eher als Enziane dargestellt                                                                                           |  |
|        | Pleystein                        | Stadt                   | Landkreis Neustadt an der Waldnaab  | Bayern            | |  |
|        | Prackenbach                      | Gemeinde                | Landkreis Regen                     | Bayern            | |  |
|        | Pressath                         | Stadt                   | Landkreis Neustadt an der Waldnaab  | Bayern            | |  |
|        | Rain (Lech)                      | Stadt                   | Landkreis Donau-Ries                | Bayern            | |  |
|        | Rayerschied                      | Ortsgemeinde            | Rhein-Hunsrück-Kreis                | Rheinland-Pfalz   | |  |
|        | Reifenberg                       | Ortsgemeinde            | Landkreis Südwestpfalz              | Rheinland-Pfalz   | |  |
|        | Rettenschöss                     | Gemeinde                | Bezirk Kufstein                     | Tirol             | |  |
|        | Rheinauen                        | Verbandsgemeinde        | Rhein-Pfalz-Kreis                   | Rheinland-Pfalz   | |  |
|        | Richen                           | Ortsteil (von Eppingen) | Landkreis Heilbronn                 | Baden-Württemberg | |  |
|        | Ried im Innkreis                 | Stadt                   | Bezirk Ried im Innkreis             | Oberösterreich    | |  |
|        | Ruhmannsfelden                   | Markt                   | Landkreis Regen                     | Bayern            | |  |
|        | Ruppertsecken                    | Ortsgemeinde            | Donnersbergkreis                    | Rheinland-Pfalz   | |  |
|        | Sandhausen                       | Gemeinde                | Rhein-Neckar-Kreis                  | Baden-Württemberg | |  |
|        | Schefflenz                       | Gemeinde                | Neckar-Odenwald-Kreis               | Baden-Württemberg | |  |
|        | Schönberg (Niederbayern)         | Markt                   | Landkreis Freyung-Grafenau          | Bayern            | |  |
|        | Schongau                         | Stadt                   | Landkreis Weilheim-Schongau         | Bayern            | |  |
|        | Schrobenhausen                   | Stadt                   | Landkreis Neuburg-Schrobenhausen    | Bayern            | |  |
|        | Schwandorf                       | Stadt                   | Landkreis Schwandorf                | Bayern            | |  |
|        | Simbach (bei Landau)             | Markt                   | Landkreis Dingolfing-Landau         | Bayern            | |  |
|        | Simmern-Rheinböllen              | Verbandsgemeinde        | Rhein-Hunsrück-Kreis                | Rheinland-Pfalz   | |  |
|        | Simmern/Hunsrück                 | Stadt                   | Rhein-Hunsrück-Kreis                | Rheinland-Pfalz   | |  |
|        | St. Georgen bei Obernberg am Inn | Gemeinde                | Bezirk Ried im Innkreis             | Oberösterreich    | |  |
|        | St. Ingbert                      | Stadt                   | Saarpfalz-Kreis                     | Saarland          | |  |
|        | St. Willibald                    | Gemeinde                | Bezirk Schärding                    | Oberösterreich    | |  |
|        | Spitz in der Wachau              | Markt                   | Bezirk Krems-Land                   | Niederösterreich  | |  |
|        | Tännesberg                       | Markt                   | Landkreis Neustadt an der Waldnaab  | Bayern            | |  |
|        | Taiskirchen im Innkreis          | Markt                   | Bezirk Ried im Innkreis             | Oberösterreich    | |  |
|        | Thierhaupten                     | Markt                   | Landkreis Augsburg                  | Bayern            | |  |
|        | Tiefenbach (Hunsrück)            | Ortsgemeinde            | Rhein-Hunsrück-Kreis                | Rheinland-Pfalz   | |  |
|        | Tittling                         | Markt                   | Landkreis Passau                    | Bayern            | |  |
|        | Traben-Trarbach                  | Verbandsgemeinde        | Bernkastel-Wittlich                 | Rheinland-Pfalz   | |  |
|        | Veldenz                          | Ortsgemeinde            | Landkreis Bernkastel-Wittlich       | Rheinland-Pfalz   | Die Wappenfigur des Veldenzer Löwen war Teil der Wappen von Pfalz-Zweibrücken sowie zwischen 1777 und 1804 und zwischen 1835 und 1923 Teil des Bayerischen Wappens. |  |
|        | Venhuizen                        | Dorf                    | Noord-Holland                       | Niederlande       | |  |
|        | Velden (Vils)                    | Markt                   | Landkreis Landshut                  | Bayern            | |  |
|        | Vilsbiburg                       | Stadt                   | Landkreis Landshut                  | Bayern            | |  |
|        | Vilshofen an der Donau           | Stadt                   | Landkreis Passau                    | Bayern            | |  |
|        | Volxheim                         | Ortsgemeinde            | Landkreis Bad Kreuznach             | Rheinland-Pfalz   | |  |
|        | Wachenheim an der Weinstraße     | Stadt                   | Landkreis Bad Dürkheim              | Rheinland-Pfalz   | |  |
|        | Walsheim                         | Ortsgemeinde            | Landkreis Südliche Weinstraße       | Rheinland-Pfalz   | |  |
|        | Weinheim                         | Stadt                   | Rhein-Neckar-Kreis                  | Baden-Württemberg | |  |
|        | Wertingen                        | Stadt                   | Landkreis Dillingen an der Donau    | Bayern            | |  |
|        | Westheim (Pfalz)                 | Ortsgemeinde            | Landkreis Germersheim               | Rheinland-Pfalz   | |  |
|        | Wiesloch                         | Stadt                   | Rhein-Neckar-Kreis                  | Baden-Württemberg | |  |
|        | Winden (Pfalz)                   | Ortsgemeinde            | Landkreis Germersheim               | Rheinland-Pfalz   | |  |
|        | Wonsheim                         | Ortsgemeinde            | Landkreis Alzey-Worms               | Rheinland-Pfalz   | |  |
|        | Wüschheim (Hunsrück)             | Ortsgemeinde            | Rhein-Hunsrück-Kreis                | Rheinland-Pfalz   | |  |
|        | Zachenberg                       | Gemeinde                | Landkreis Regen                     | Bayern            | |  |
|        | Zwiesel                          | Stadt                   | Landkreis Regen                     | Bayern            | |  |

## Liste von Wappen ehemaliger Landkreise/Kommunen mit Bayerischen Rauten
| Wappen | Name                           | Status                             | übergeordneter Kommunalverband | Bundesland        | Bemerkungen / Besonderheiten                                                            |
| ------ | ------------------------------ | ---------------------------------- | ------------------------------ | ----------------- | --------------------------------------------------------------------------------------- |
|        | Aichach                        | ehem. Landkreis                    | Oberbayern                     | Bayern            |                                                                                         |
|        | Bad Aibling                    | ehem. Landkreis                    | Oberbayern                     | Bayern            |                                                                                         |
|        | Bad Kissingen                  | ehem. Landkreis                    | Unterfranken                   | Bayern            | Wappen des gleichnamigen Landkreises bis 1972                                           |
|        | Bad Tölz                       | ehem. Landkreis                    | Oberbayern                     | Bayern            |                                                                                         |
|        | Beilngries                     | ehem. Landkreis                    | Oberpfalz                      | Bayern            |                                                                                         |
|        | Bogen                          | ehem. Landkreis                    | Niederbayern                   | Bayern            |                                                                                         |
|        | Burglengenfeld                 | ehem. Landkreis                    | Oberpfalz                      | Bayern            |                                                                                         |
|        | Dieburg                        | ehem. Landkreis                    | Darmstadt                      | Hessen            |                                                                                         |
|        | Dillingen an der Donau         | ehem. Landkreis                    | Schwaben                       | Bayern            | Wappen des gleichnamigen Landkreises bis 1972                                           |
|        | Dingolfing                     | ehem. Landkreis                    | Niederbayern                   | Bayern            |                                                                                         |
|        | Donauwörth                     | ehem. Landkreis                    | Schwaben                       | Bayern            |                                                                                         |
|        | Eggenfelden                    | ehem. Landkreis                    | Niederbayern                   | Bayern            |                                                                                         |
|        | Friedberg                      | ehem. Landkreis                    | Schwaben                       | Bayern            |                                                                                         |
|        | Füssen                         | ehem. Landkreis                    | Schwaben                       | Bayern            |                                                                                         |
|        | Grafenau                       | ehem. Landkreis                    | Niederbayern                   | Bayern            |                                                                                         |
|        | Griesbach im Rottal            | ehem. Landkreis                    | Niederbayern                   | Bayern            |                                                                                         |
|        | Kötzting                       | ehem. Landkreis                    | Niederbayern                   | Bayern            |                                                                                         |
|        | Landkreis Landau an der Isar   | ehem. Landkreis                    | Niederbayern                   | Bayern            |                                                                                         |
|        | Lauf an der Pegnitz            | ehem. Landkreis                    | Mittelfranken                  | Bayern            |                                                                                         |
|        | Neustadt an der Aisch          | ehem. Landkreis                    | Mittelfranken                  | Bayern            |                                                                                         |
|        | Mallersdorf                    | ehem. Landkreis                    | Niederbayern                   | Bayern            |                                                                                         |
|        | Mindelheim                     | ehem. Landkreis                    | Schwaben                       | Bayern            |                                                                                         |
|        | Passau                         | ehem. Landkreis                    | Niederbayern                   | Bayern            | Wappen des gleichnamigen Landkreises bis 1972                                           |
|        | Regen                          | ehem. Landkreis                    | Niederbayern                   | Bayern            | Wappen des gleichnamigen Landkreises bis 1972                                           |
|        | Riedenburg                     | ehem. Landkreis                    | Oberpfalz                      | Bayern            |                                                                                         |
|        | Roding                         | ehem. Landkreis                    | Oberpfalz                      | Bayern            |                                                                                         |
|        | Rosenheim                      | ehem. Landkreis                    | Oberbayern                     | Bayern            | Wappen des gleichnamigen Landkreises bis 1972                                           |
|        | Schrobenhausen                 | ehem. Landkreis                    | Oberbayern                     | Bayern            |                                                                                         |
|        | Schwabmünchen                  | ehem. Landkreis                    | Schwaben                       | Bayern            |                                                                                         |
|        | Straubing                      | ehem. Landkreis                    | Niederbayern                   | Bayern            |                                                                                         |
|        | Sulzbach-Rosenberg             | ehem. Landkreis                    | Oberpfalz                      | Bayern            |                                                                                         |
|        | Viechtach                      | ehem. Landkreis                    | Niederbayern                   | Bayern            |                                                                                         |
|        | Vilshofen                      | ehem. Landkreis                    | Niederbayern                   | Bayern            |                                                                                         |
|        | Wertingen                      | ehem. Landkreis                    | Schwaben                       | Bayern            |                                                                                         |
|        | Wolfratshausen                 | ehem. Landkreis                    | Oberbayern                     | Bayern            |                                                                                         |
|        | Altmannshofen                  | ehem. Gemeinde                     | Landkreis Ravensburg           | Baden-Württemberg |                                                                                         |
|        | Bad Ditzenbach                 | ehem. Gemeinde                     | Landkreis Göppingen            | Baden-Württemberg | Wappen der gleichnamigen Gemeinde bis 1977                                              |
|        | Bad Münster am Stein-Ebernburg | ehem. Verbandsgemeinde (2010–2017) | Landkreis Bad Kreuznach        | Rheinland-Pfalz   |                                                                                         |
|        | Breitenbronn                   | ehem. Gemeinde                     | Neckar-Odenwald-Kreis          | Baden-Württemberg |                                                                                         |
|        | Bürstadt                       | ehem. Gemeinde                     | Landkreis Bergstraße           | Hessen            |                                                                                         |
|        | Dalsheim                       | ehem. Ortsgemeinde                 | Landkreis Alzey                | Rheinland-Pfalz   | 1969 in Flörsheim-Dalsheim aufgegangen                                                  |
|        | Daudenzell                     | ehem. Gemeinde                     | Neckar-Odenwald-Kreis          | Baden-Württemberg |                                                                                         |
|        | Derching                       | ehem. Gemeinde                     | ehem. Landkreis Friedberg      | Bayern            |                                                                                         |
|        | Dilsberg                       | ehem. Gemeinde                     | Rhein-Neckar-Kreis             | Baden-Württemberg |                                                                                         |
|        | Eggmühl                        | ehem. Gemeinde                     | Landkreis Regensburg           | Bayern            |                                                                                         |
|        | Dallau                         | ehem. Gemeinde                     | Neckar-Odenwald-Kreis          | Baden-Württemberg | wird als Wappen der Gemeinde Elztal weiter verwendet                                    |
|        | Feudenheim                     | ehem. Gemeinde                     | Landkreis Mannheim             | Baden-Württemberg |                                                                                         |
|        | Guttenbach                     | ehem. Gemeinde                     | Neckar-Odenwald-Kreis          | Baden-Württemberg |                                                                                         |
|        | Habitzheim                     | ehem. Gemeinde                     | Landkreis Darmstadt-Dieburg    | Hessen            |                                                                                         |
|        | Hals                           | ehem. Markt                        | Landkreis Passau               | Bayern            | Stadt bzw. Marktgemeinde im gleichnamigen Landkreis                                     |
|        | Haunkenzell                    | ehem. Gemeinde                     | Landkreis Bogen                | Bayern            |                                                                                         |
|        | Helmsheim                      | ehem. Gemeinde                     | Landkreis Bruchsal             | Baden-Württemberg |                                                                                         |
|        | Heubach                        | ehem. Gemeinde                     | Landkreis Darmstadt-Dieburg    | Hessen            |                                                                                         |
|        | Hilsbach                       | ehem. Gemeinde                     | Rhein-Neckar-Kreis             | Baden-Württemberg |                                                                                         |
|        | Jakobsthal                     | ehem. Gemeinde                     | Landkreis Aschaffenburg        | Bayern            |                                                                                         |
|        | Kalbensteinberg                | ehem. Gemeinde                     | Landkreis Gunzenhausen         | Bayern            |                                                                                         |
|        | Katzental                      | ehem. Gemeinde                     | Neckar-Odenwald-Kreis          | Baden-Württemberg |                                                                                         |
|        | Korendijk                      | ehem. Gemeinde                     | Hoeksche Waard                 | Südholland        |                                                                                         |
|        | Leimen (Baden)                 | ehem. Stadt                        | Rhein-Neckar-Kreis             | Baden-Württemberg | Wappen der gleichnamigen Stadt bis 1972                                                 |
|        | Loreley                        | ehem. Verbandsgemeinde 1972–2012   | Rhein-Lahn-Kreis               | Rheinland-Pfalz   |                                                                                         |
|        | Meisenheim                     | ehem. Verbandsgemeinde (bis 2020)  | Landkreis Bad Kreuznach        | Rheinland-Pfalz   |                                                                                         |
|        | Mittelschefflenz               | ehem. Gemeinde                     | Neckar-Odenwald-Kreis          | Baden-Württemberg |                                                                                         |
|        | Mußbach an der Weinstraße      | ehem. Gemeinde                     | zu Neustadt                    | Rheinland-Pfalz   |                                                                                         |
|        | Neckarelz                      | ehem. Gemeinde                     | Neckar-Odenwald-Kreis          | Baden-Württemberg |                                                                                         |
|        | Neckarhausen                   | ehem. Gemeinde                     | Rhein-Neckar-Kreis             | Baden-Württemberg |                                                                                         |
|        | Oberschefflenz                 | ehem. Gemeinde                     | Neckar-Odenwald-Kreis          | Baden-Württemberg |                                                                                         |
|        | Oud-Beijerland                 | ehem. Gemeinde                     | Hoeksche Waard                 | Südholland        |                                                                                         |
|        | Rinklingen                     | ehem. Gemeinde                     | Landkreis Karlsruhe            | Baden-Württemberg |                                                                                         |
|        | Robern                         | ehem. Gemeinde                     | Neckar-Odenwald-Kreis          | Baden-Württemberg |                                                                                         |
|        | Sattelbach                     | ehem. Gemeinde                     | Neckar-Odenwald-Kreis          | Baden-Württemberg |                                                                                         |
|        | Schönbrunn                     | ehem. Gemeinde                     | seit 1972 zu Landshut          | Bayern            |                                                                                         |
|        | Stadtamhof                     | ehem. Stadt                        | Landkreis Regensburg           | Bayern            | Drei Schlüssel auf weiß-blau-gerautetem Feld; in Anlehnung an das Wappen von Regensburg |
|        | Trienz                         | ehem. Gemeinde                     | Neckar-Odenwald-Kreis          | Baden-Württemberg |                                                                                         |
|        | Unterschefflenz                | ehem. Gemeinde                     | Neckar-Odenwald-Kreis          | Baden-Württemberg |                                                                                         |
|        | Unterwittbach                  | ehem. Gemeinde                     | Landkreis Main-Spessart        | Bayern            |                                                                                         |
|        | Waldhilsbach                   | ehem. Gemeinde                     | Rhein-Neckar-Kreis             | Baden-Württemberg |                                                                                         |
|        | Wagenschwend                   | ehem. Gemeinde                     | Neckar-Odenwald-Kreis          | Baden-Württemberg |                                                                                         |

## Logos mit Bayerischen Rauten

### Vereine
| Wappen / Logo | Name              | Sitz        |                   |
| ------------- | ----------------- | ----------- | ----------------- |
|               | 1. FC Amberg      | Amberg      | Ehem. Sportverein |
|               | FC Amberg         | Amberg      | Sportverein       |
|               | FC Bayern München | München     | Sportverein       |
|               | FC Bayern Alzenau | Alzenau     | Sportverein       |
|               | FC Ingolstadt 04  | Ingolstadt  | Sportverein       |
|               | SpVgg Stegaurach  | Stegaurach  | Sportverein       |
|               | TSV 1896 Rain     | Rain (Lech) | Sportverein       |

### Unternehmen und Sonstige
| Wappen / Logo | Name                                                               | Sitz              |                                   |
| ------------- | ------------------------------------------------------------------ | ----------------- | --------------------------------- |
|               | Königlich Bayerische Staatseisenbahnen                             | München           | Staatsbahn des Königreichs Bayern |
|               | Bayerische Akademie der Wissenschaften                             | München           | Forschungsakademie                |
|               | Bayerischer Bezirketag                                             | München           | kommunaler Spitzenverband         |
|               | bayernhafen Gruppe                                                 | Regensburg        | Verwaltung von Binnenhäfen        |
|               | Bayerisches Landeskriminalamt                                      | München           | Landeskriminalamt                 |
|               | Polizei Bayern                                                     | München           | Landespolizei                     |
|               | Polizeipräsidium München                                           | München           | Polizeipräsidium                  |
|               | Bundespolizeisportschule                                           | Bad Endorf        | Polizeisportschule                |
|               | Universität der Bundeswehr                                         | München           | Hochschule                        |
|               | Ambros Brütting Bräu                                               | Bad Staffelstein  | Ehem. Brauerei                    |
|               | Dachsbräu                                                          | Weilheim          | Brauerei                          |
|               | Franken Bräu                                                       | Mitwitz           | Brauerei                          |
|               | König Ludwig Schlossbrauerei Kaltenberg                            | Fürstenfeldbruck  | Brauerei                          |
|               | Memminger Brauerei                                                 | Memmingen         | Brauerei                          |
|               | Feuerwehr TU München                                               | München           | Werkfeuerwehr                     |
|               | Weihenstephan (Unternehmensgruppe Theo Müller)                     | Schlütergut       | Molkerei                          |
|               | „Kurort – Bitte Ruhe!“ (Bayerischer Löwe in weiß-blauer Badewanne) | vor bay. Kurorten | Schild                            |
|               | Logo Der Bulle von Tölz                                            | Bad Tölz          | TV-Krimireihe (Sat.1)             |
|               | Bayernpartei                                                       | München           | Partei                            |
|               | CSU                                                                | München           | Partei                            |